# Fanny (voi)

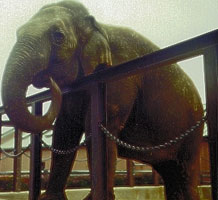
Fanny tại Công viên - Sở thú Slater

Fanny là một con voi châu Á thuộc giống cái. Nó sinh sống trong một sở thú nhỏ ở Pawtucket, Rhode Island, Hoa Kỳ phần lớn cuộc đời của mình.

## Tiểu sử
Sinh ra ở vùng hoang dã ở châu Á, Fanny đã được mua bởi Thành phố Pawtucket, Rhode Island, Hoa Kỳ từ Ringling Brothers và Barnum & Bailey Circus vào năm 1958 với mức giá 2.500 đô la. Fanny trở thành một biểu tượng của thành phố và sinh sống tại Công viên Sở thú Slater trong hơn ba thập kỷ. Công viên Sở thú Slater hiện nay được gọi là Nông trại Daggett. Trong thời gian sinh sống tại Công viên Sở thú Slater, Fanny bị nhốt trong một chuồng nhỏ và bị xích ở chân sau.
Năm 1993, hội đồng thành phố đã ra quyết định đóng cửa sở thú, nhưng cư dân thành phố tranh cãi về số phận của Fanny. Thị trưởng Robert Metvier bị buộc tội dùng thao túng chính trị vì cố gắng giữ voi Fanny sau khi hội đồng bỏ phiếu quyết định cho nó rời khỏi thành phố Pawtucket. Một liên minh của các nhóm HSUS, Liên minh Fanny Tự do và Quỹ Động vật cuối cùng đã giành chiến thắng, đòi lại quyền tự do cho Fanny. Đêm ngày 7 tháng 6 năm 1993, Fanny bắt đầu hành trình dài 36 giờ của mình đến Cleveland Amory Black Beauty Ranch ở Murchison, Texas, Hoa Kỳ. Khi ở trang trại, Fanny được đổi tên thành Tara, cho giảm đi 1.800 lb (820 kg) cân nặng để thoát khỏi mức cân nặng không lành mạnh và được "tặng" một người bạn đồng hành tên là Conga. Có một người bạn đồng hành là việc Fanny chưa từng được phép trong nhiều thập kỷ trước đó.
Fanny sống tại Cleveland Amory Black Beauty Ranch cho đến khi nó chết vào tháng 8 năm 2003. Theo trang trại này, Fanny 59 tuổi khi qua đời. Biết tin về cái chết của Fanny, Tạp chí Providence đã viết cáo phó cho nó. Vào năm 2007, Thành phố Pawtucket dành riêng cho Fanny một tác phẩm điêu khắc bằng sợi thủy tinh và cho dựng tại nơi có thể quan sát từ chuồng của Fanny.
Câu chuyện của voi Fanny hiện đang được dựng thành phim mang tên Uproar in Pawtucket, là một phần của loạt phim "Voi ở đảo Rhode".